# オーストラリア国立美術館
オーストラリア国立美術館（オーストラリアこくりつびじゅつかん、National Gallery of Australia、略称NGA）は、オーストラリアの首都キャンベラにある国立美術館。1967年に設立された。
現在は16万点が収蔵されている。

## 歴史
美術館の創設の運動を行ったのはオーストラリアの画家、トム・ロバーツ (1856-1931)で、1901年にオーストラリアの初代首相となったエドモンド・バートンや歴代の首相に働きかけ、5代目の首相、アンドリュー・フィッシャーがその計画を承認し、1911年に国会に委員会が造られ、オーストラリア人の肖像画などが集められることになった。「連邦芸術諮問委員会」(Commonwealth Art Advisory Board : 略称CAAB)が造られ美術品の購入が行われた。1912年から展示する建物の建設は課題となっていたが、2回の世界大戦やその間の不況などで、実現せず 計画が具体化したのは1960年代になってからで、1967年に創立された。

## 収蔵品

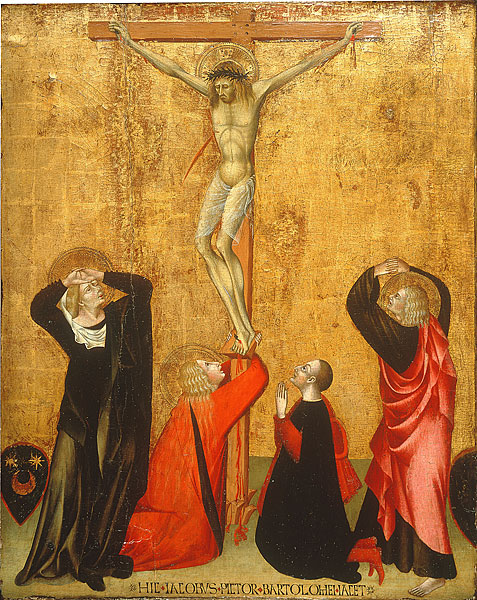
(画)ジョヴァンニ・ディ・パオロ "Crucifixion with donor Jacopo di Bartolomeo"(c.1455)
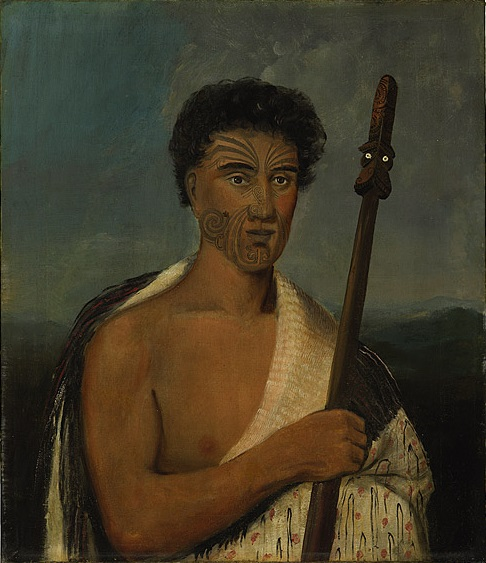
(画)ウィリアム・デューク "Portrait of Hohepa Te Umuroa"(1846)
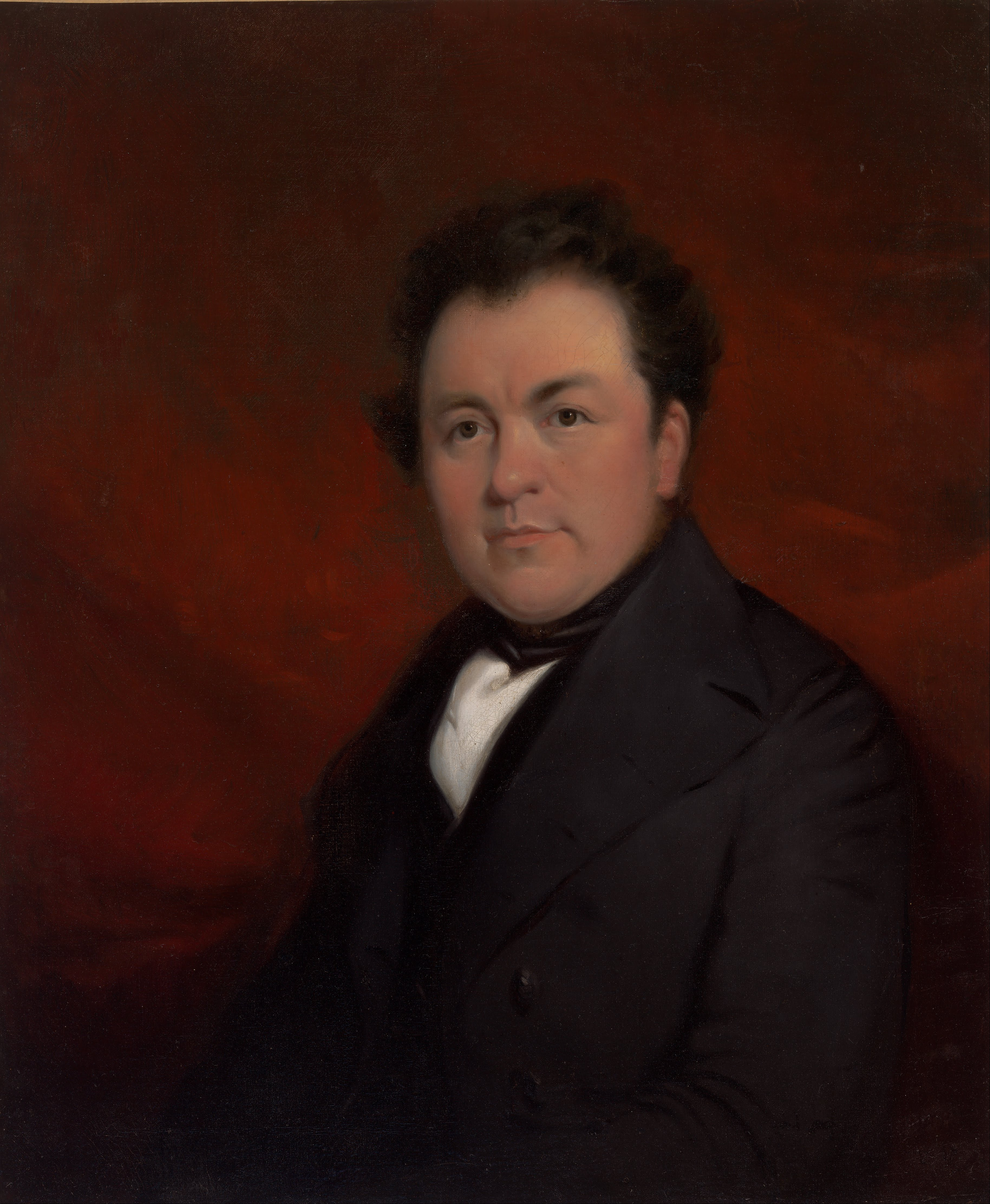
(画)トーマス・ボック 肖像画(c.1849)
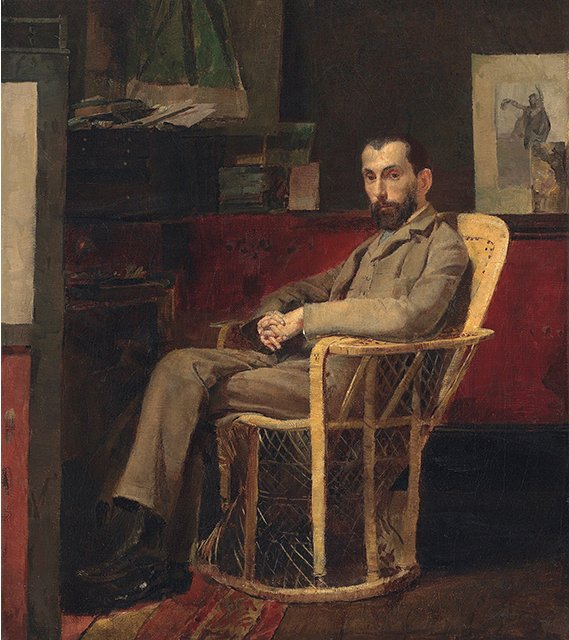
(画)トム・ロバーツ "Portrait of Louis Abrahams"(1896)
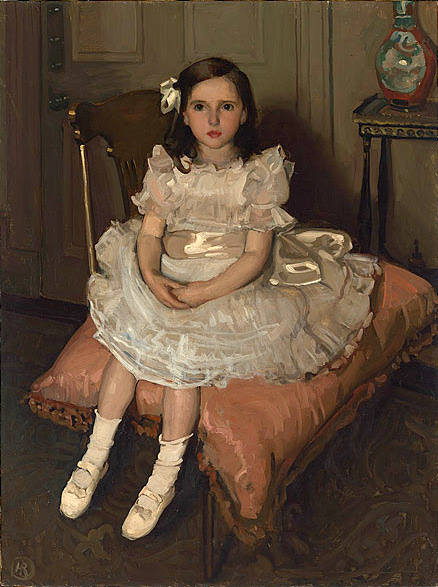
(画)ヒュー・ラムゼー "Portrait of Nellie Patterson" (1903)

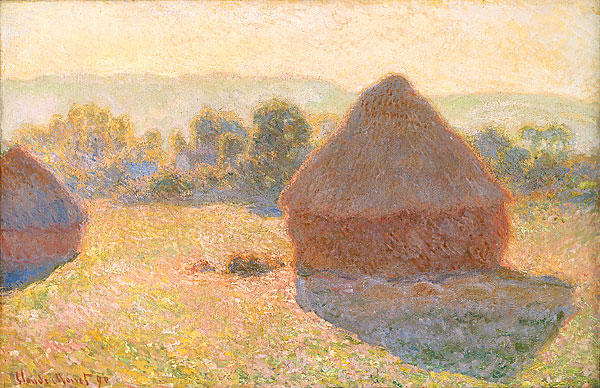
(画)クロード・モネ "Meules, milieu du jour"(1890/1891)
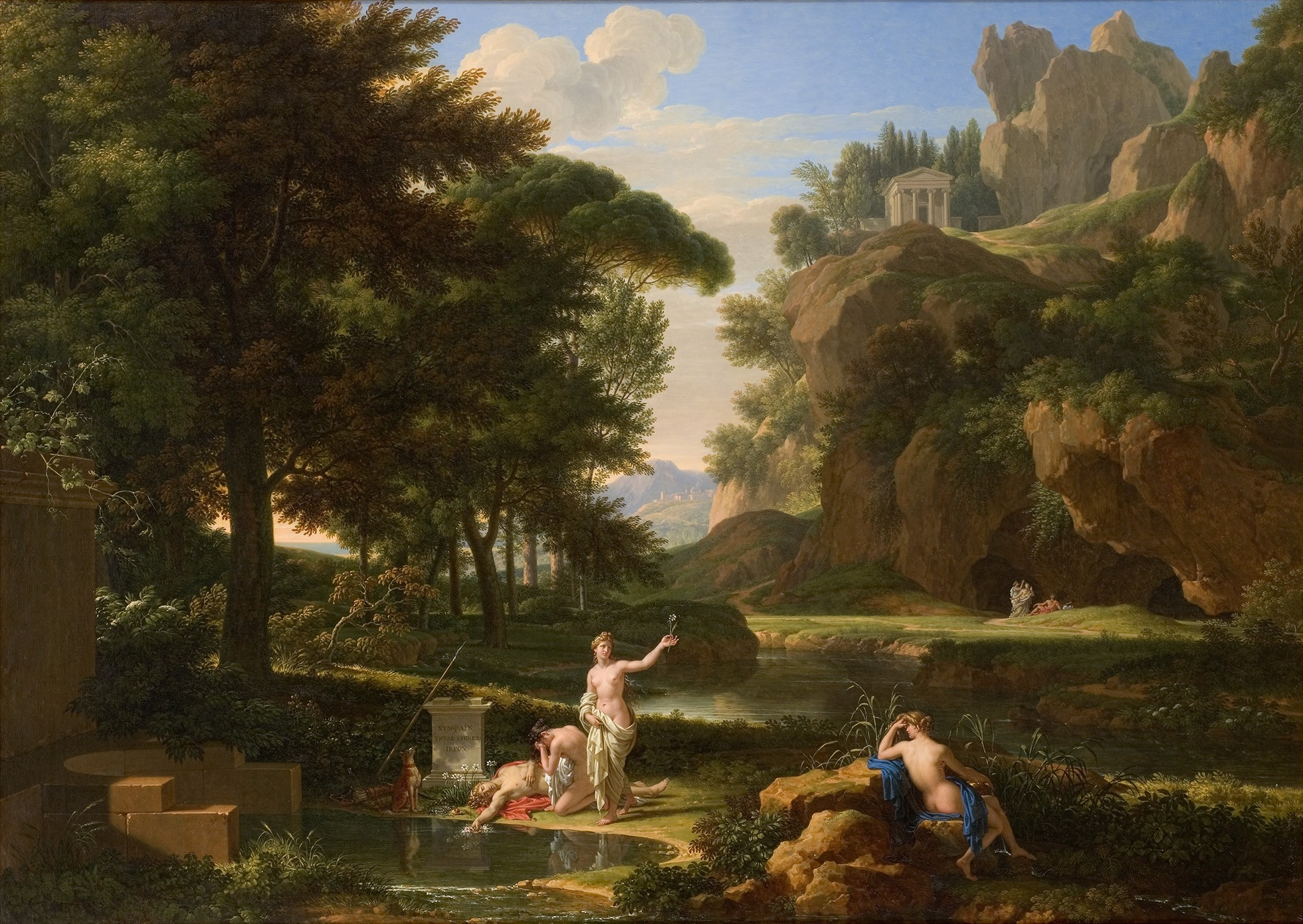
(画)フランソワ＝グザヴィエ・ファーブル 「ナルシスの死」(1841)
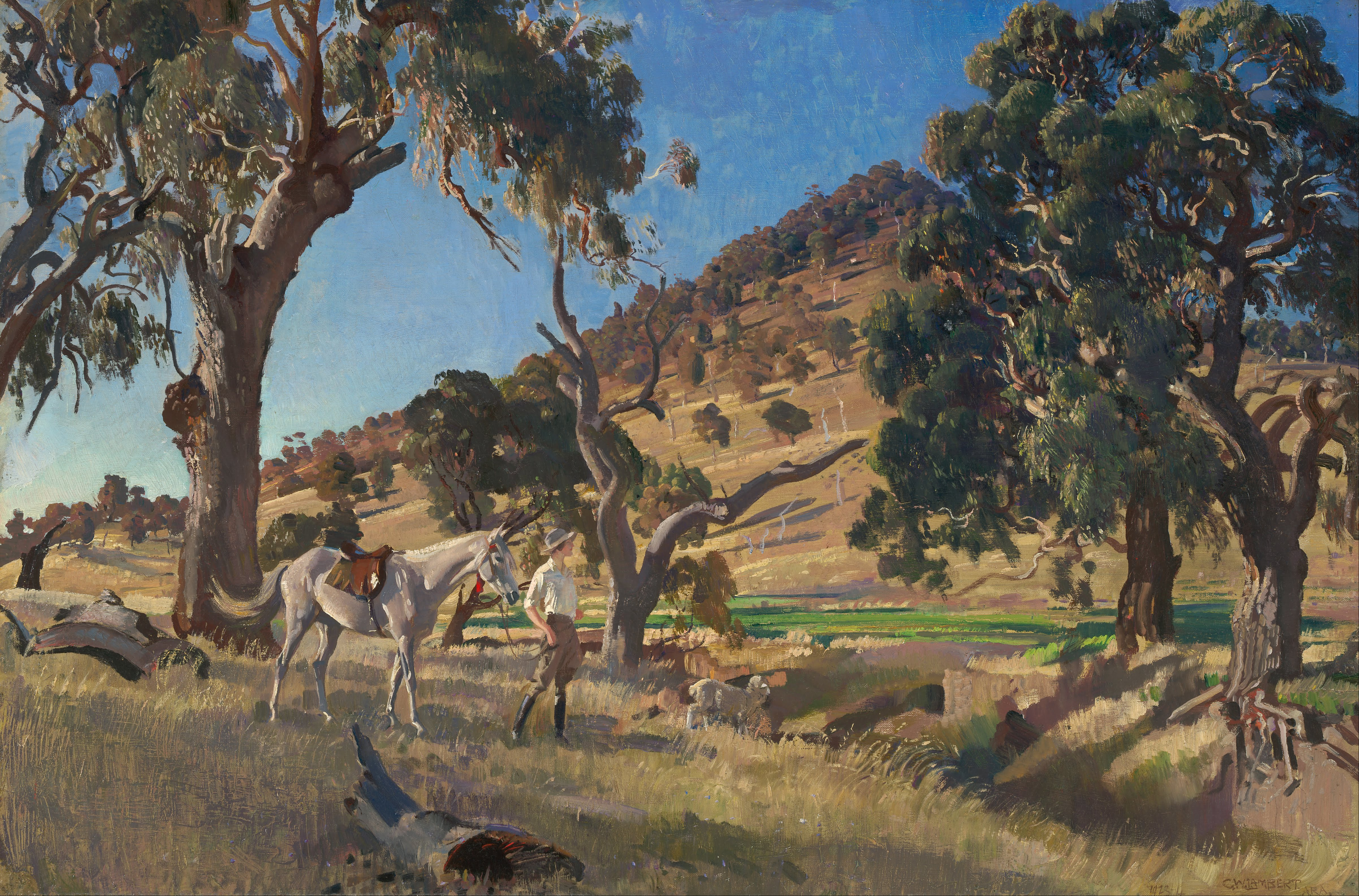
(画)ジョージ・ワシントン・ランバート "The squatter's daughter" (1923/1924)